# Sovvente il sole
Pour les articles homonymes, voir Sole (homonymie) et Soleil (homonymie).
 (février 2020).
Sovente il sole (Souvent le soleil, en italien) RV 749 est une aria baroque du XVIIIe siècle, du compositeur maestro et violoniste virtuose italien Antonio Vivaldi (1678-1741), extrait de l'opéra Andromeda Liberata (en) (ou Serenata Veneziana, sérénade de Venise) RV 117 de 1726 (découvert en 2002 dans les archives du conservatoire Benedetto Marcello de Venise).

## Histoire
Vivaldi est un des plus importants compositeurs maestro et violoniste virtuose de toute l'Europe baroque, en particulier avec son œuvre Les Quatre Saisons... Le manuscrit inconnu de son opéra-pasticcio-serenata Andromeda Liberata (en) (ou Serenata Veneziana) RV 117 daté du 18 septembre 1726, est découvert en avril 2002 par le musicologue français Olivier Fourès dans les archives du conservatoire Benedetto Marcello de Venise,. Cette œuvre aurait été composée pour les nombreux concerts des festivités de l’été 1726, organisés en l’honneur des célébrations du retour le 21 juillet à Venise (après son bannissement politique de quatorze ans) du cardinal Pietro Ottoboni, important mécène-mélomane entre autres d'Antonio Vivaldi, Arcangelo Corelli, et Haendel... 

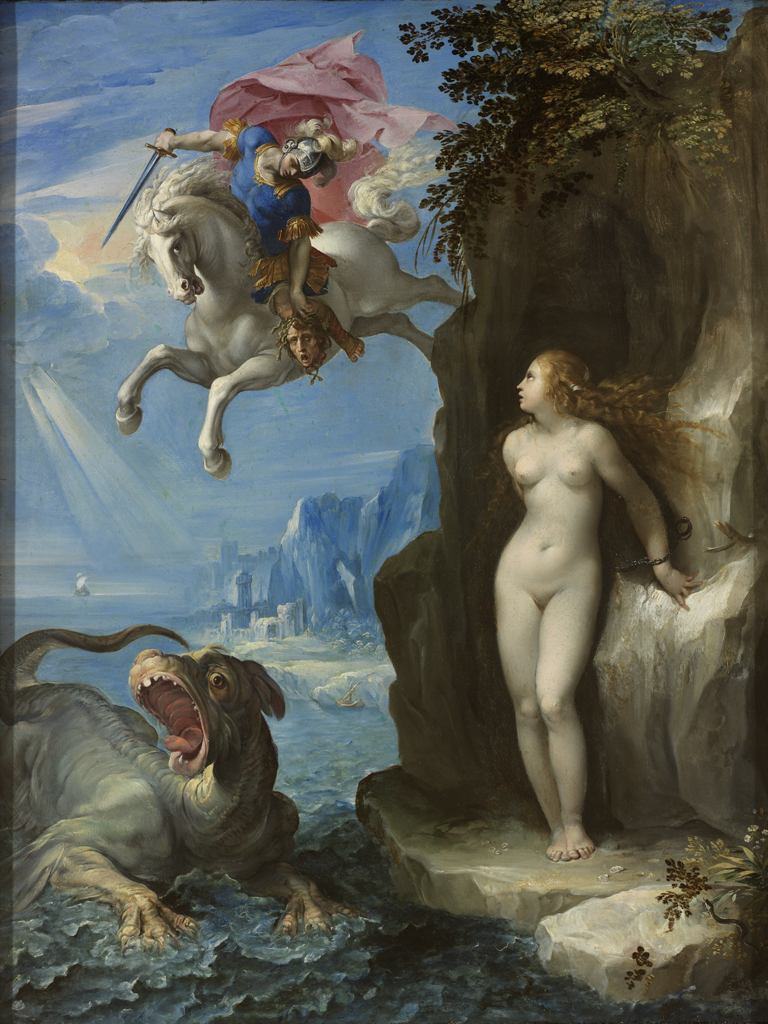
Persée et Andromède, par Cavalier d'Arpin (1592)

L'aria Sovente il sole (seule partition avec violon rédigée de la main manuscrite de Vivaldi à lui être attribuée avec certitude) est extraite de l'Acte II, scène 5 de l'opéra  Andromeda Liberata (en), composée collectivement par cinq compositeurs (présumés et controversés) de Venise (dont Antonio Vivaldi, et peut-être, d’après analyse musicologique et historique, de Giovanni Porta, Tomaso Albinoni, Nicola Porpora, et Antonino Biffi...). 
L'opéra est inspiré du thème de la princesse Éthiopienne Andromède de la mythologie grecque. Fille du roi Céphée et de la reine Cassiopée, qui eut l’arrogance de prétendre que la beauté de sa fille surpassait celle des Néréides de Poséidon. Ce dernier fou furieux envoie alors le monstre marin Céto ravager le pays. L’oracle d’Ammon révèle alors au roi qu'il doit donner sa fille en sacrifice au monstre marin pour sauver son royaume. Alors qu’elle s'attend à être dévorée, attachée nue à un rocher du bord de mer, le héros Persée (fils de Zeus et Danaé, qui vient de tuer la Gorgone Méduse) l'aperçoit depuis le ciel avec son cheval Pégase, tombe éperdument amoureux d'elle, et promet au roi de tuer le monstre s'il lui donne sa fille en mariage. Il tue le monstre et épouse Andromède avec qui il a une nombreuse et longue descendance.  

## Paroles
| Sovente il sole risplende in cielo, Più bello e vago se oscura nube già l'offuscò. E il mar tranquillo quasi senza onda Talor si scorge, se ria procella già lo turbò. | Souvent le soleil resplendit dans le ciel, Plus beau et agréable si un sombre nuage l'a d'abord assombri. Et la mer calme, presque sans vagues, On ne peut l'apercevoir que si une rude tempête l'a d'abord troublée. |